# Mogyoróbarka-csészegomba
A mogyoróbarka-csészegomba (Ciboria coryli) a Sclerotiniaceae családba tartozó, Eurázsiában és Észak-Amerikában honos, a mogyoróbokor barkáján növő, nem ehető gombafaj.

## Megjelenése
A mogyoróbarka-csészegomba termőteste 3-15 mm széles, eleinte csésze alakú, idősen ellaposodik, széle szabálytalanul hullámos lehet. Színe okkertől a barnáig terjed. Spóratermő belső oldala sima, matt, világosbarna vagy barna. A steril külső oldal halványabb barna, felszíne finoman, fehéren bolyhos. 
Az aljzathoz viszonylag hosszú, 5-20 (40) mm-es és 0,3-1 mm vastag nyéllel kapcsolódik. 
Húsa vékony, törékeny; íze és szaga nem jellegzetes.
Spórapora fehéresen áttetsző. Spórája henger vagy orsó alakú, sima, mérete 9,5–15,5 × 6–8 µm. Aszkusza hengeres, zöldes falú, nyolcspórás, mérete 130-190 x 7-11 µm.

### Hasonló fajok
Hasonló rokonaitól (égerbarka csészegomba), tölgymakkfeketítő csészegomba) élőhelye alapján lehet megkülönböztetni. 

## Elterjedése és életmódja
Eurázsiában és Észak-Amerikában honos.
Kizárólag az előző évi, földre hullott, korhadó mogyoróbarkákon él, általában nedves élőhelyeken, patakpartokon. Kora tavasszal, hóolvadás után fejleszt termőtestet. 